# 프랑스의 지리

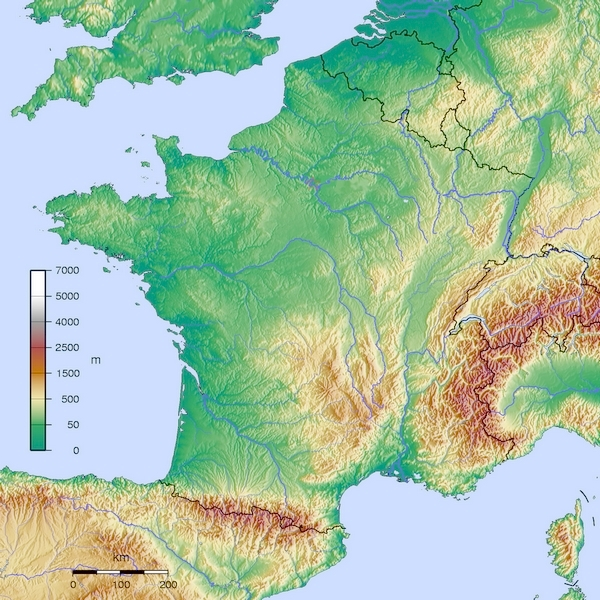
프랑스의 지형도

프랑스의 지리는 지형적으로 동쪽의 알프스산맥과 남서쪽의 피레네산맥의 고지대에서부터 차츰 낮아져 완만한 구릉과 평원으로 이루어진 중부를 지나 북서부 저지대순으로 표고가 낮아진다. 기후면에서는 대체적으로 서안 해양성 기후 특징을 보이며 산지에서는 산악 기후가 나타나고, 남부 해안은 지중해성 기후를 보이며 중부와 동부에선 더운 여름과 추운 겨울이 번갈아 오는 대륙성 기후를 보인다.
프랑스의 영토는 프랑스 본토와 해외 영토로 이루어져 있으며 본토의 면적은 543,940 km2로 유럽 국가 중 러시아, 우크라이나에 이어 세 번째로 국토가 넓은 국가이다.

## 지형

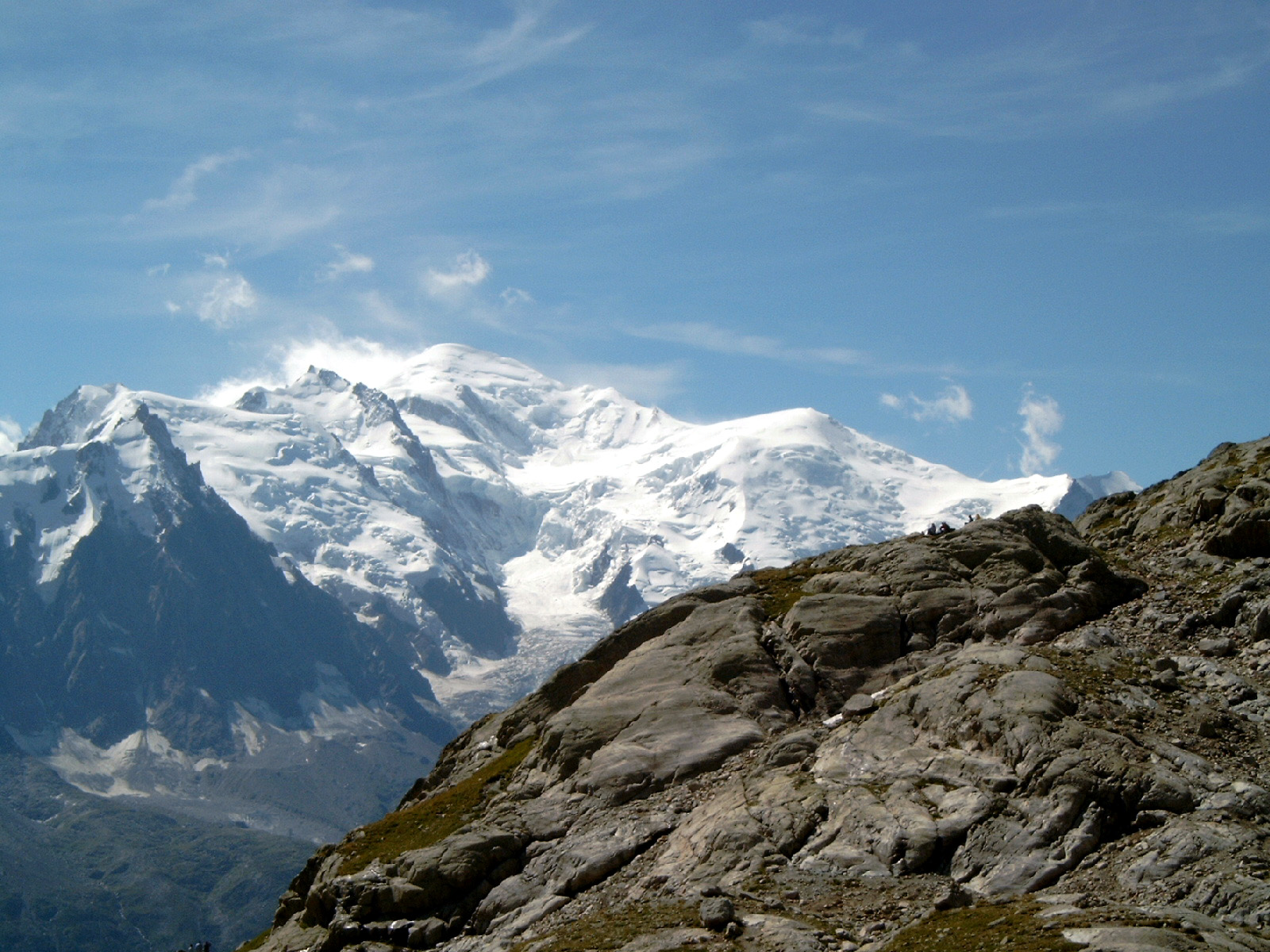
몽블랑산 프랑스 동부 알프스
루브르 박물관 옆을 흐르는 센강 파리
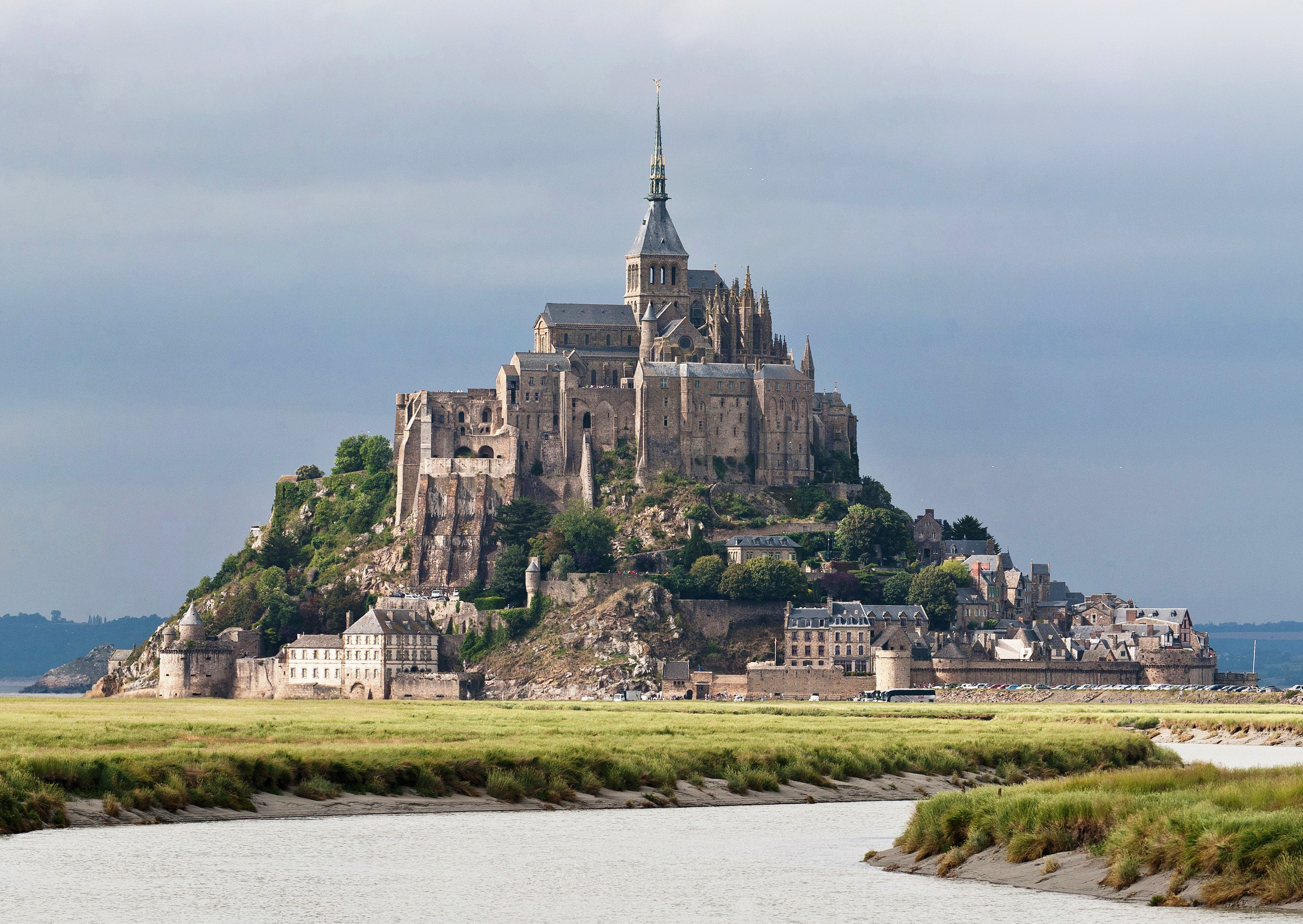
몽생미셸섬 프랑스 북부 노르망디
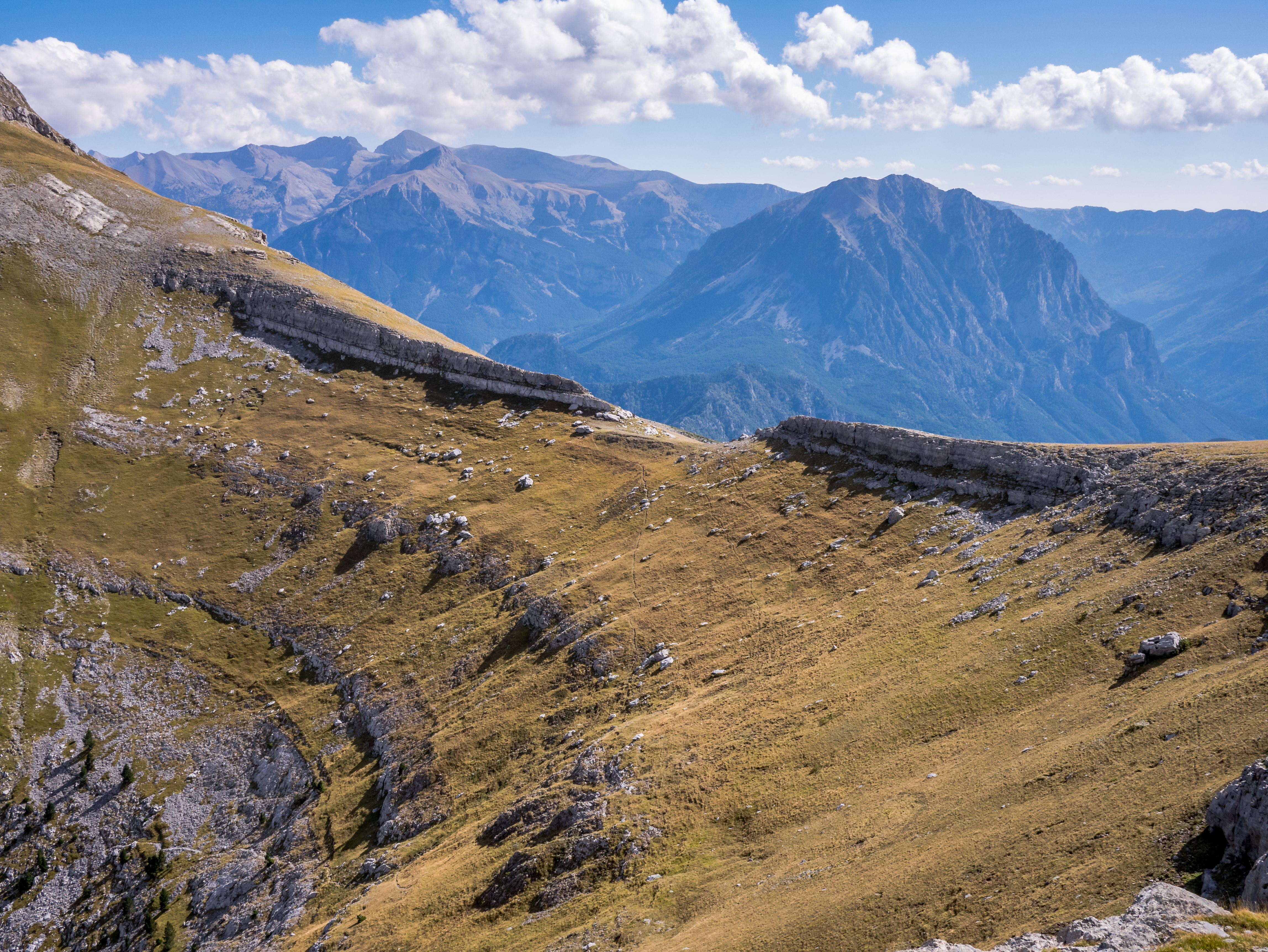
피레네산맥 프랑스 남서부
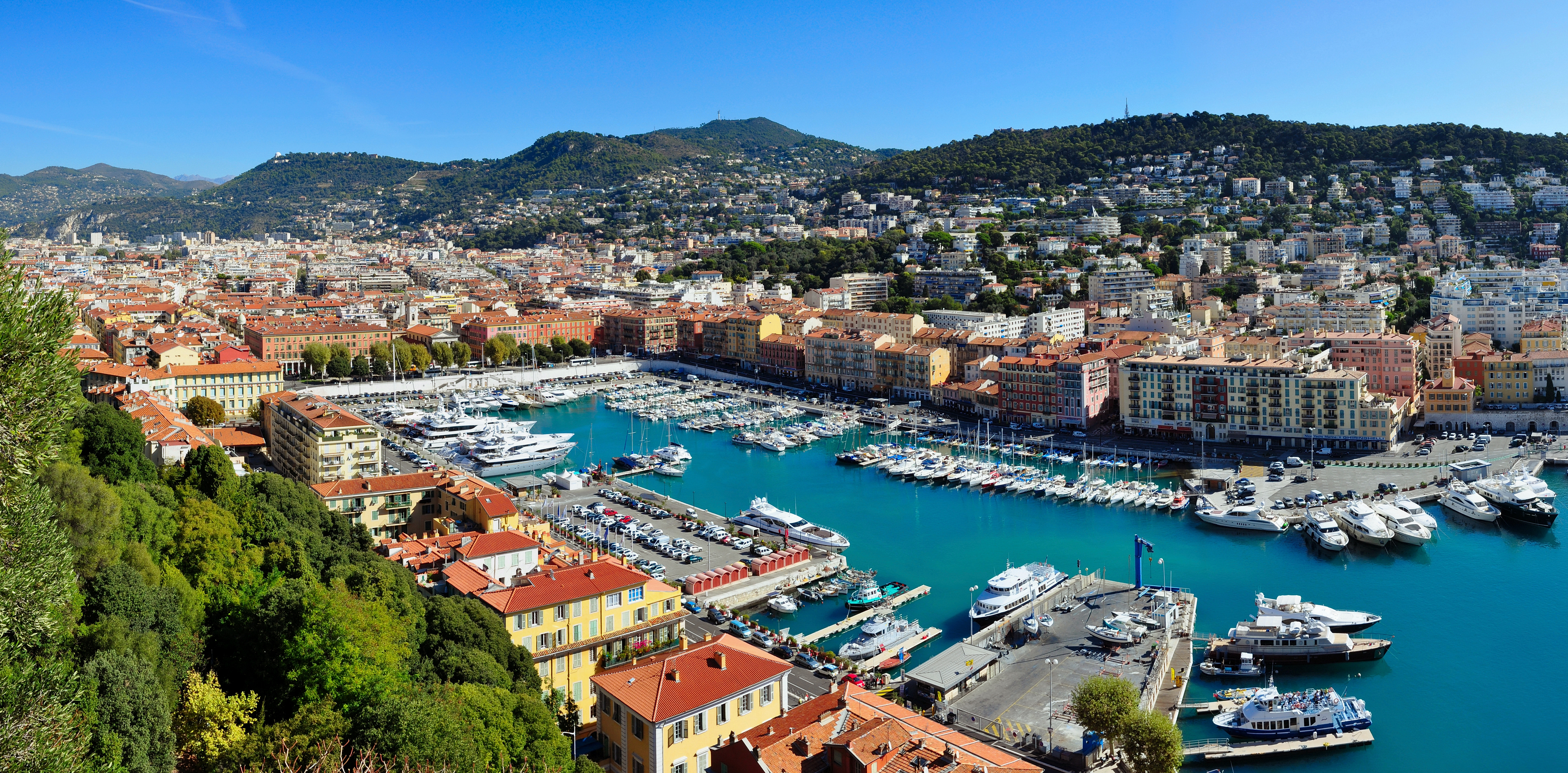
니스 지중해 연안

프랑스 본토는 북위 42도 25분 58초 ∼ 북위 58도 30분 00초에 걸쳐 위치해 있으며 대체적으로 완만한 구름과 평야로 이루어져 있다. 전체적인 모양이 정돈된 육각형이어서 르엑사곤(L'Hexagone, 육각형)은 프랑스의 별칭으로 사용되기도 한다.
오늘날의 지형은 알프스와 헬시니아의 조산 운동에 의한 것이다. 알프스 조산대는 알프스, 피레네, 쥐라산맥 등의 험준한 습곡산지를 이루었고, 헬시니아 조산대는 중앙산지를 중심으로 그 북서쪽 브르타뉴반도로 뻗는 아르모리크 산지와 북동쪽으로 뻗는 보즈·아르덴느 산지를 형성했다.

### 산
프랑스 동부의 알프스 지역에 높은 산이 집중되어 있다. 프랑스에서 가장 높은 산은 해발 4,810 m의 몽블랑산이다. 그 부근의 그랑드조라스도 해발 4,208 m이다.

### 강
프랑스 본토를 흐르는 강으로는 파리를 지나는 센강을 비롯하여 알프스에서 발원하여 리옹을 지나 지중해로 가는 론강, 독일과 국경을 이루는 라인강 등이 있다.

### 파리 분지
파리 분지는 센강과 루아르강의 수계에 걸쳐있는 프랑스에서 가장 큰 평야로 파리와 일드프랑스가 자리잡고 있다. 동서 약 400㎞, 남북 350㎞인데, 이 대분지에서는 안으로는 완만한 사면을 이루고 밖으로는 가파른 벼랑을 이루는 케스타 지형을 볼 수 있다.

## 기후

쾨펜의 기후 구분에 따른 기후도

프랑스의 기후는 크게 몇 가지로 나눌 수 있다. 서부는 서안 해양성 기후로 연중 강수량이 높으며 대체적으로 온도가 낮다, 중부와 동부는 겨울에 강한 추위와 여름의 뜨거운 더위를 오가는 대륙성 기후이다. 지중해와 닿아 있는 남부는 지중해성 기후를 보여 여름철엔 뜨겁고 건조하고 겨울철엔 습하고 온화하다. 동부의 알프스산맥과 남서부의 피레네산맥은 산악 기후로 강수량이 높고 3 - 6개월가량 눈이 내린다.
아래는 프랑스의 날씨에서 최고와 최저를 기록한 기온이다.
| 프랑스의 기후          | 프랑스의 기후 | 프랑스의 기후 | 프랑스의 기후 | 프랑스의 기후 | 프랑스의 기후 | 프랑스의 기후 | 프랑스의 기후 | 프랑스의 기후 | 프랑스의 기후 | 프랑스의 기후 | 프랑스의 기후 | 프랑스의 기후 | 프랑스의 기후 |
| 월                     | 1월           | 2월           | 3월           | 4월           | 5월           | 6월           | 7월           | 8월           | 9월           | 10월          | 11월          | 12월          | 연간          |
| ---------------------- | ------------- | ------------- | ------------- | ------------- | ------------- | ------------- | ------------- | ------------- | ------------- | ------------- | ------------- | ------------- | ------------- |
| 역대 최고 기온 °C (°F) | 23.3 (73.9)   | 26.3 (79.3)   | 29.2 (84.6)   | 32.1 (89.8)   | 35.6 (96.1)   | 45.9 (114.6)  | 43.9 (111.0)  | 44.1 (111.4)  | 38.0 (100.4)  | 35.8 (96.4)   | 27.1 (80.8)   | 26.9 (80.4)   | 45.9 (114.6)  |
| 역대 최저 기온 °C (°F) | −41.0 (−41.8) | −35 (−31)     | −32.0 (−25.6) | −19.0 (−2.2)  | −10 (14)      | −4.0 (24.8)   | −4.0 (24.8)   | −4.0 (24.8)   | −7.0 (19.4)   | −14.0 (6.8)   | −29.0 (−20.2) | −37.0 (−34.6) | −41.0 (−41.8) |
| 출처: Meteo France     |               |               |               |               |               |               |               |               |               |               |               |               |               |

## 인문 지리

### 선사시대
프랑스에는 이미 157만년 전부터 사람속에 속하는 현생 인류 이전의 사람들이 살고 있었다. 특히 네안데르탈인은 오랫 동안 이 지역에 거주하면서 장례와 같은 문화를 개발하였고 이후 이주해 온 현생 인류와 혼인을 하기도 하였다. 네안데르탈인 게놈에서 기원한 유전자는 현생 인류의 전체 하플로그룹에서 최소 2% 이상 관찰된다. 라스코 동굴은 후기 구석기 시대 인류의 거처로 매우 사실적인 동물 벽화가 유명하다.

### 코뮌
프랑스는 역사적으로 복잡한 인구 이동을 거쳐 현재의 주민이 형성되었다. 중세 이후 이들의 생활은 코뮌을 중심으로 이루어져 왔다. 코뮌은 원래 로마가톨릭의 교구에서 유래한 것으로 프랑스 혁명 이후 기초 행정단위로서 재편되었고 현재도 프랑스의 최하위 기초자치단체 단위이다. 코뮌의 인구는 벽지의 10여 명에서 시작하여 파리와 같은 대도시의 경우 2백만명에 이르기까지 다양하다. 오늘날에는 인구가 큰 코뮌은 그 밑으로 시급 아롱디스망을 두고 있다. 2008년 기준 프랑스 본토의 코뮌은 36,569 개이다.
| 코뮌          | 주            | 레지옹                 | 2013년 기준 인구 | 순위 |
| ------------- | ------------- | ---------------------- | ---------------- | ---- |
| 파리 (프랑스) | 파리 (프랑스) | 일드프랑스             | 2,229,621        | 1    |
| 마르세이유    | 부슈뒤론주    | 프로방스알프코트다쥐르 | 855,393          | 2    |
| 리옹          | 론주          | 오베르뉴론알프         | 500,715          | 3    |
| 툴루즈        | 오트가론주    | 옥시타니               | 458,298          | 4    |
| 니스          | 알프마리팀주  | 프로방스알프코트다쥐르 | 342,295          | 5    |

### 토지 이용
2010년을 기준으로 프랑스 본토의 54%는 농지이고 25%는 임업에 이용되고 있다. 농지는 경작지와 목축용 초지로 나뉘는데 목초지는 계속하여 감소하는 추세이다. 보르도와 낭시를 잇는 선을 기준으로 평지가 많은 북쪽은 경작지가 우세하고 산지가 많은 남쪽은 목초지가 우세하다.

## 같이 보기
- 프랑스의 산
- 프랑스의 강 목록
- 프랑스의 행정 구역
  - 프랑스의 레지옹
  - 프랑스의 데파르트망
  - 프랑스의 아롱디스망
  - 프랑스의 캉통